# Sindrome di Dercum
La sindrome di Dercum, anche chiamata  adiposità dolorosa o lipomatosi di Dercum, è un raro quadro clinico particolare caratterizzato dalla presenza di ammassi tumorali adiposi, lipomatosi.

## Epidemiologia
Si manifesta principalmente nelle donne in seguito alla menopausa, soprattutto se obese, molto più raramente la si riscontra anche negli uomini. Le parti del corpo più colpite sono le braccia, le spalle, i fianchi e l'addome.

## Sintomatologia
I principali segni della malattia di Dercum sono: 
l'obesità associata al dolore cronico nei tessuti adiposi.
Sono spesso associati ad astenia, affaticamento e disturbi neuropsichiatrici; tra cui: instabilità emotiva, depressione, epilessia, demenza.
Fra i sintomi e segni clinici si riscontrano anche dolore al seno (mastalgia ) e disturbi vasomotori.

## Diagnostica
La diagnosi della malattia di Dercum viene effettuata attraverso l'esame fisico. Per diagnosticare correttamente il paziente, il medico deve prima escludere tutte le altre possibili diagnosi differenziali. I criteri di base per la malattia di Dercum sono pazienti con dolore cronico nel tessuto adiposo (grasso corporeo) e pazienti che sono anche obesi. Sebbene raro, la diagnosi potrebbe non includere l'obesità. La malattia di Dercum può anche essere ereditata e una storia medica familiare può essere d'aiuto nella diagnosi di questa malattia. Non ci sono test di laboratorio specifici per questa malattia. L'ecografia e la risonanza magnetica possono avere un ruolo nella diagnosi. 
Particolarmente complessa la diagnosi differenziale dal lipedema che si manifesta con simili accumuli di adipe sottocutaneo nodulare e doloroso.